# Mszał rzymski
Mszał rzymski – najważniejsza księga liturgiczna w Kościele katolickim obrządku rzymskiego, zawierająca teksty stałych i zmiennych części mszy. Mszał zawiera wskazówki potrzebne do sprawowania ofiary eucharystycznej oraz dotyczące szczególnych celebracji związanych z poszczególnymi obchodami i okresami roku liturgicznego. Powstał z połączenia następujących ksiąg: sakramentarza, lekcjonarza, graduału i „Ordines Romani”.
Na jego układ miały wpływ ryt rzymski oraz ryt gallikański.

## Historia

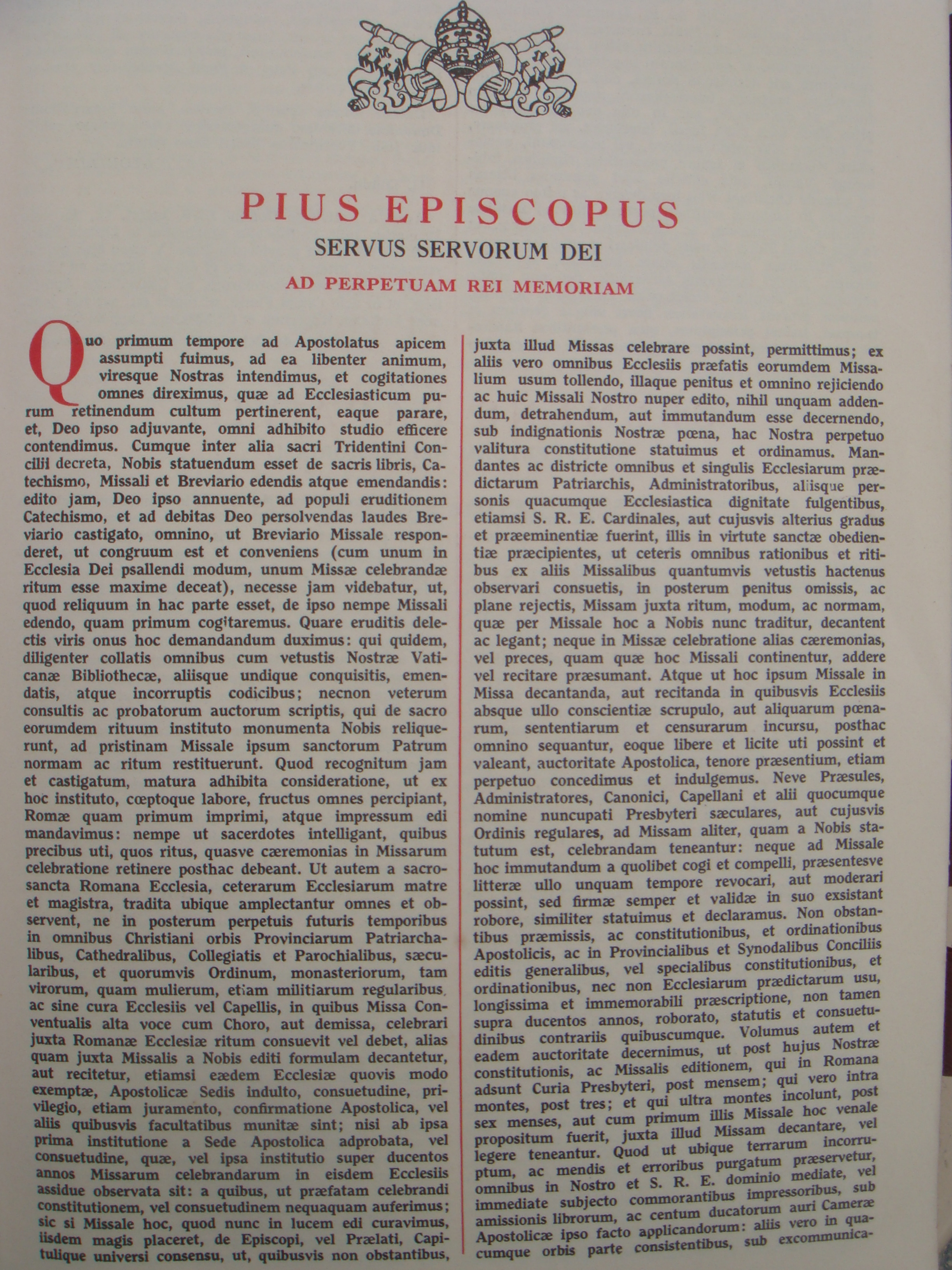
Tekst Quo primum, w mszale rzymskim Piusa XII z 1956

Oto kolejne edycje typiczne mszału rzymskiego:
- 14 lipca 1570 – Pius V bullą Quo primum promulgował pierwszy mszał obejmujący całość liturgii
- 7 lipca 1604 – Klemens VIII dokonał nieznacznej korekty mszału Piusa V
- 2 września 1634 – nowa edycja mszału, wydana przez Urbana VIII
- 1884 – nowa edycja mszału, wydana przez Leona XIII
- 25 lipca 1920 – Benedykt XV wydał nowy mszał, z uwzględnieniem zmian dokonanych przez Piusa X
- 1955 – Pius XII zatwierdził nowe wydanie mszału, dopuścił możliwość częściowego stosowania języków narodowych, zreformował obrzędy Wielkiego Tygodnia (też liturgii godzin)
- 1962 – Jan XXIII dodał do Kanonu mszy wezwanie do św. Józefa i usunął łaciński przymiotnik perfidis (wiarołomni) używany w stosunku do Żydów podczas liturgii Wielkiego Piątku (Oremus et pro perfidis Judaeis)
- 1970 – Paweł VI wydał nowy mszał, zmieniający w znacznym stopniu obrzędy mszalne
- 1975 – nowa edycja mszału, wydana przez Pawła VI
- 2000 – III wydanie mszału za pontyfikatu Jana Pawła II. Zawarto w nim nową redakcję Wprowadzenia Ogólnego do Mszału Rzymskiego. Publikacja III wydania była owocem długiego procesu rozeznawania kościelnego. Kongregacja ds. Kultu Bożego i Dyscypliny Sakramentów pracowała nad nim od 1996[1].
- 2008 – poprawione wydanie mszału, wydane z polecenia papieża Benedykta XVI.

## Układ
Mszał rzymski podzielony jest na rubryki (od łac. ruber, czerwony) i nigryki (od łac. niger, czarny). Rubryki to komentarze lub wskazówki dla celebransów, które nie są odczytywane podczas mszy, natomiast nigryki zawierają formularze mszalne, prefacje, modlitwy i inne teksty przeznaczone do odczytania podczas sprawowania mszy.
Układ mszału różni się w zależności od formy rytu.

### Forma zwyczajna rytu rzymskiego
Na pierwszych stronicach mszału znajduje się „Ogólne wprowadzenie do mszału rzymskiego” (w skrócie OWMR), czyli normy dotyczące wszystkiego, co związane jest ze sprawowaniem mszy. Po OWMR następują formularze mszalne roku liturgicznego, ułożone w kalendarzowym porządku niedziel i świąt, wśród których szczególne miejsce zajmują obchody triduum paschalnego.
Po formularzach miejsce mają „Obrzędy Mszy Świętej”, kolejno:
- obrzędy wstępne
- liturgia słowa
- liturgia eucharystyczna
- obrzędy zakończenia.

Na kolejnych stronicach znajdują się formularze mszalne w mszach o świętych i świętach oraz uroczystościach ruchomych. Następnie występują formularze mszalne w mszach obrzędowych, okolicznościowych, wotywnych itp. Na końcu mszału rzymskiego dla diecezji polskich dodatkowo zamieszczono teksty liturgii mszy w języku łacińskim oraz kilka podstawowych formularzy mszalnych w tym języku.

### Forma nadzwyczajna rytu rzymskiego

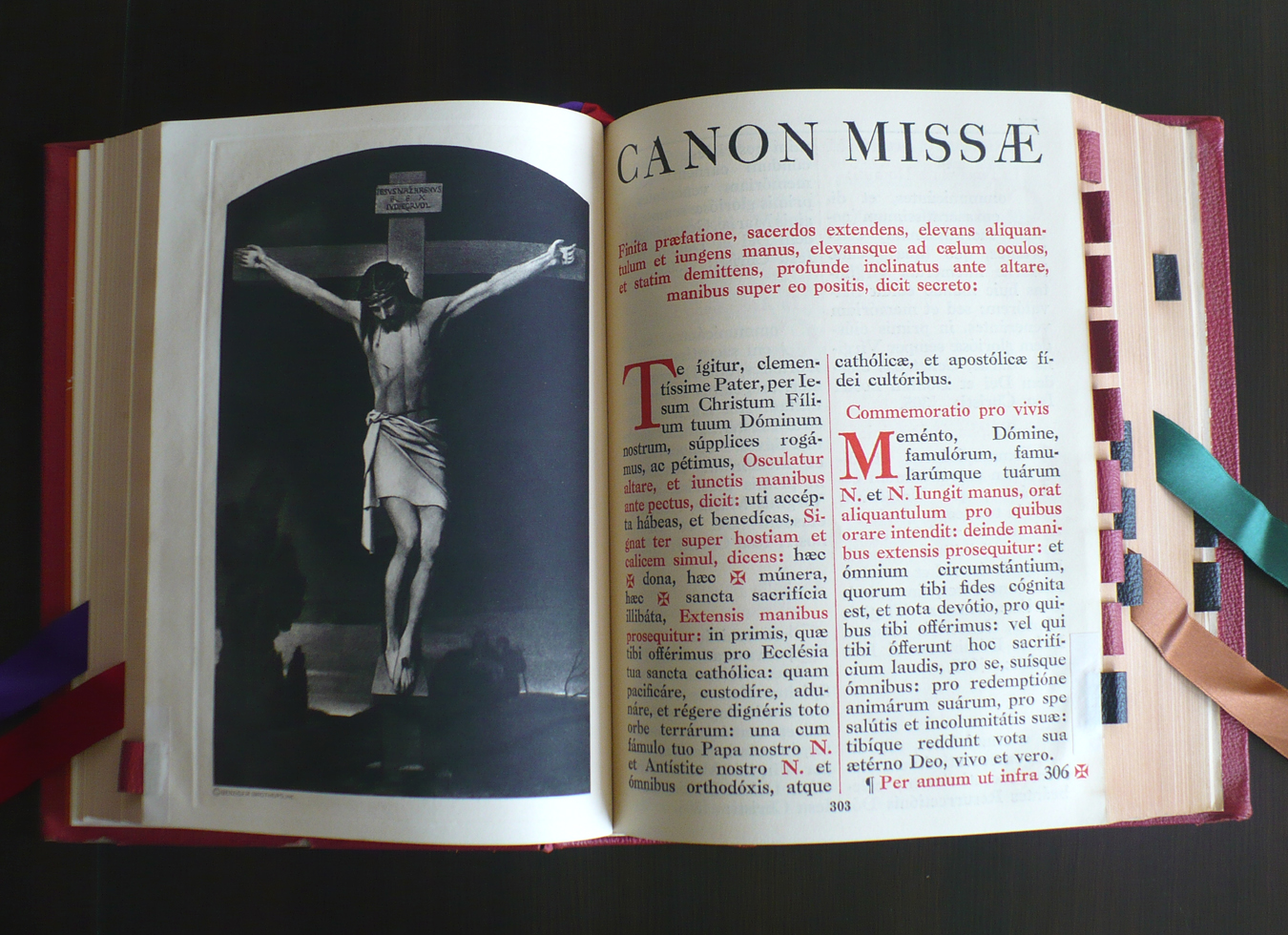
Strony kanonu rzymskiego w mszale z 1962. Po lewej stronie zawsze umieszczony jest rysunek przedstawiający ukrzyżowanie

Cechą charakterystyczną mszału formy nadzwyczajnej rytu rzymskiego jest umieszczenie na początku Bulli Piusa V wprowadzającej mszał rzymski do liturgii w całym Kościele łacińskim. Bulla pochodzi z 1570.
Układ mszału:
- rubryki ogólne (Rubricae generales) i szczegółowe (Rubricae missalis romani)
- kalendarium
- opis sposobu odprawiania mszy (Ritus servandus in celebratione Missae)
- rozdział o błędach i ułomnościach w czasie odprawiania mszy (De defectibus in celebratione Missae occurentibus)
- modlitwy odmawiane przed i po mszy
- objaśnienia co do sposobu okadzania darów i ołtarza
- formularze mszalne na poszczególne okresy roku kościelnego od I niedzieli Adwentu do Wielkiej Soboty włącznie (Proprium de tempore)
- części stałe mszy (Ordo Missae)
- prefacje
- kanon mszy (Canon Missae) – po lewej stronie pierwszej strony kanonu jest zawsze rysunek ukrzyżowania
- ciąg dalszy formularzy mszalnych (od niedzieli Zmartwychwstania do ostatniej niedzieli roku kościelnego)
- formularze mszalne dla poszczególnych świętych (proprium sanctorum) ułożone od 29 listopada do 26 listopada
- formularze wspólne (commune sanctorum)
- formularze mszy wotywnych

Kartki kanonu mszy mają zakładki (paginatory – łac. pagina – kartka, strona) – każda kartka ma jedną zakładkę (zakładki są przyczepione do krawędzi strony w kolejności od dołu do góry, tzn. kolejne strony mają zakładki coraz wyżej). Spowodowane jest to tym, że w formie nadzwyczajnej rytu rzymskiego po konsekracji kapłan nie może rozdzielić palców, które dotykały Hostii. Zakładki na każdej stronie ułatwiają mu przekładanie stron.

## Mszaliki dla świeckich
Kościół zaleca wiernym świeckim, by korzystali ze specjalnych wydań mszału połączonego z lekcjonarzem, w mniejszym, wygodnym formacie. Ułatwia to głębsze przeżywanie bogactwa treści mszy świętej.
Jan Paweł II pisał 20 maja 1982: 

Życzę, by nowy, bardzo potrzebny „Mszał z czytaniami” (...) pomagał ludowi Bożemu w Polsce zbliżyć się do stołu Słowa Bożego i Najświętszej Ofiary Eucharystycznej, która jest źródłem i szczytem całego życia chrześcijańskiego.

Pierwsze mszaliki pojawiły się przed reformą posoborową liturgii. Popularne były mszaliki na niedziele i święta zawierające teksty mszalne tłumaczone na język polski. Za wzorem niemieckim przygotowanym przez Aselma Schotta OSB, benedyktyna z opactwa Beuron, na początku lat sześćdziesiątych wydany został mszalik zawierający wszystkie teksty mszalne jak mszał po łacinie i po polsku (czytania tylko po polsku). Po motu proprio Summorum Pontificum został wznowiony przez Wydawnictwo Bractwa św. Piusa X, Te Deum.